# Stone (film)
Stone – amerykański thriller dramatyczny z 2010 roku w reżyserii Johna Currana.

## Opis fabuły
Gerald 'Stone' Creeson (Norton), odsiadujący wyrok podpalacz, stara się o warunkowe zwolnienie. Aby zwiększyć swoje szanse, próbuje manipulować oficerem poprawczym Jackiem Mabreyem (De Niro) prowadząc z nim psychologiczną grę. Z pomocą przychodzi mu też żona Lucetta (Jovovich), która usiłuje uwieść Mabreya. Jednocześnie Stone odkrywa religię Zukangor, nawiązującą do prawdziwej religii, prawdopodobnie Eckankar.

## Obsada
- Robert De Niro jako Jack Mabry
- Edward Norton jako Gerald „Stone” Creeson
- Milla Jovovich jako Lucetta
- Frances Conroy jako Madylyn
- Enver Gjokaj jako Młody Jack
- Pepper Binkley jako Młoda Madylyn